# Єгоров Олександр Олександрович
Єгоров Олександр Олександрович (нар. 15 липня 1874, Паневежис — пом. 1 травня 1969, Ялта) — вчений, академік АН БРСР (1931), знаменитий кримський винороб Масандри, творець багатьох вин, зокрема одного з найкращих — Мускат білий Червоного каменя.

## Життєпис
У період з 1936 по 1962 рік — головний винороб заводу «Масандра», створив з колегами унікальну колекцію масандрівських марочних вин. Під керівництвом О. О. Єгорова завод зміг пройти через Другу світову війну, евакуацію, важкий період післявоєнної відбудови.
Вчителем Олександра Єгорова був знаний винороб князь Лев Сергійович Голіцин. Єгоров став його гідним учнем і послідовником. Ґрунтуючись на багаторічних традиціях, він зробив смак і букет кримських вин яскравішим і насиченішим, вони стали більш запам'ятовуваними і впізнаваними. Вченим було написано понад п'ятдесят наукових праць, які і сьогодні залишаються практичними посібниками для виноробів. Єгоров взяв безпосередню участь у розробці таких відомих марочних вин, як «Мускат білий Південнобережний», «Портвейн білий Сурож», «Херес Масандра», «Портвейн білий Кримський» і багатьох інших найменувань.

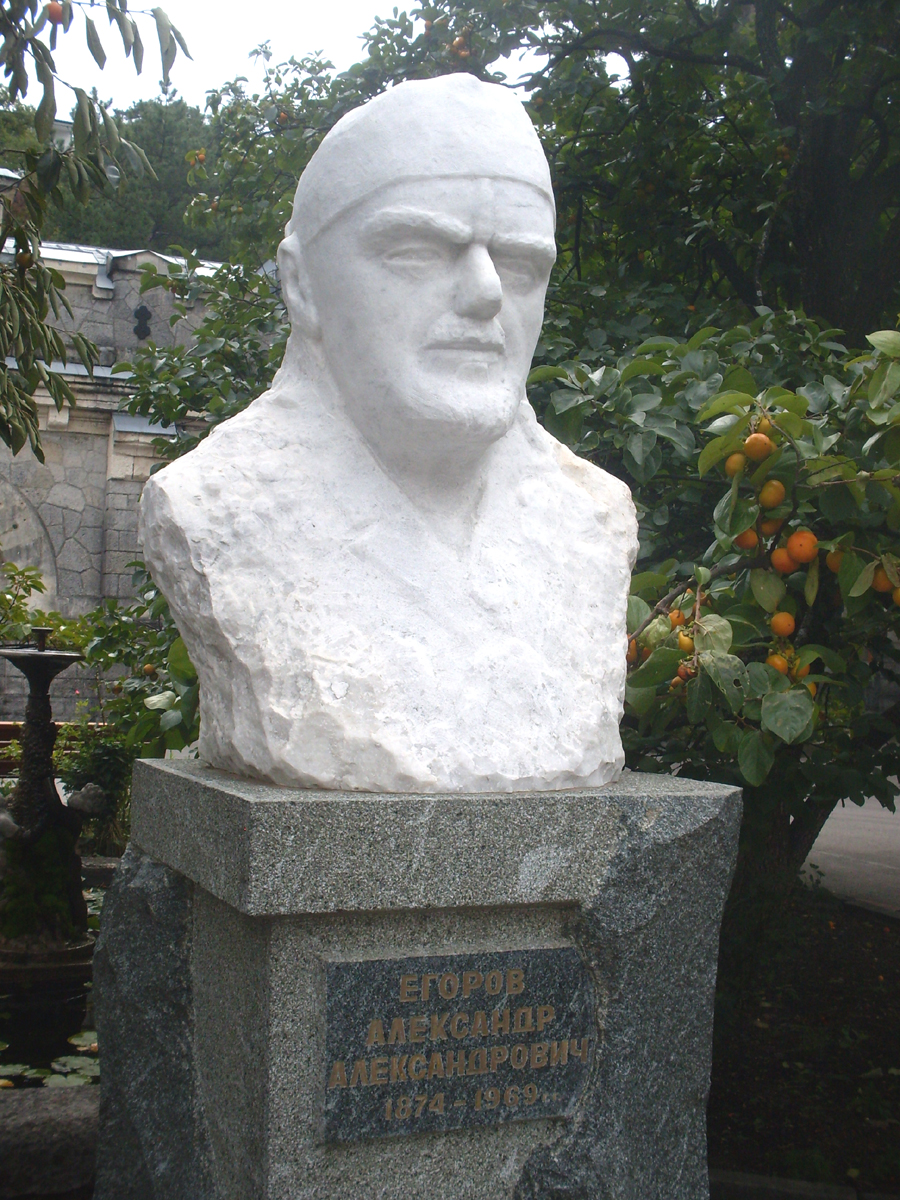
Погруддя О. О. Єгорову на території виноробного комбіната «Масандра»

Прожив 95 років, щодня вживаючи невелику кількість столового вина або мадери. Традиції діда продовжує його внук — Юрій Дмитрович Єгоров, який донині працює на знаменитому заводі «Масандра».